# Satorina
Satorina es un género de foraminífero bentónico de la subfamilia Paleopfenderininae, de la familia Pfenderinidae, de la superfamilia Pfenderinoidea, del suborden Orbitolinina y del orden Loftusiida. Su especie tipo es Satorina apuliensis. Su rango cronoestratigráfico abarca el Jurásico medio.

## Discusión
Clasificaciones previas incluían Satorina en la subfamilia Pfenderininae, de la familia Pfenderinidae, de la superfamilia Ataxophragmioidea, así como en el suborden Textulariina del orden Textulariida o en el orden Lituolida.

## Clasificación
Satorina incluye a la siguiente especie:
- Satorina apuliensis